# Недостаточность цитохрома b5
Недостаточность цитохрома b5 представляет собой редкое состояние и форму изолированной недостаточности 17,20-лиазы, вызванной дефицитом цитохрома b5, небольшого гемопротеина, который действует как аллостерический фактор, способствующий взаимодействию CYP17A1 (17α-гидроксилаза/17,20-лиаза) с оксидоредуктазой P450, что запускает 17,20-лиазную активность CYP17A1. Это состояние влияет на биосинтез андрогена надпочечниками и гонадами и приводит к интерсекс-состоянию у мужчин. Основная биологическая роль цитохрома b5  заключается в редоксе метгемоглобина, поэтому дефицит цитохрома b5 может также привести к повышению уровня метгемоглобина и/или метгемоглобинемии, аналогично дефициту цитохрома b5 редуктазы (метгемоглобин редуктазы).